# Frans Lodewijk Van den Herreweghe
Frans Lodewijk Van den Herreweghe est un fonctionnaire du royaume uni des Pays-Bas qui s'est illustré lors de la révolution belge en menant l'insurrection à l'intérieur de la ville d'Anvers afin de permettre la prise de cette dernière conjointement avec les volontaires belges qui marchaient vers la cité.
À ce titre, il est l'un des récipiendaires de la Croix de Fer.

## Biographie
Frans Lodewijk Van den Herreweghe est né à Boom en 1793. Il est initialement fonctionnaire des impôts à Berchem, mais est démis de ses fonctions en 1828, en raison de ses idées politiques. Il fut aussi contrôleur des douanes à Turnhout.

### Révolution belge

Frans Lodewijk Van den Herreweghe est l'un des meneurs des combats d'Anvers qui mènent à la prise de contrôle de la ville et de son port par les volontaires de la révolution belge de 1830.

Fin septembre 1830, Van den Herreweghe se rend à Bruxelles et fait un rapport aux membres du Gouvernement provisoire de Belgique dans lequel il propose de prendre la ville d'Anvers, y compris sa citadelle. Après avoir obtenu l'aval de Charles Rogier, il revient dans la cité et à commence à recruter des volontaires afin de préparer la prise de la ville à partir du 5 octobre.
Le 27 octobre, l'armée de partisans entre en ville après que la révolte ait été déclenchée à l'intérieur de l'enceinte d'Anvers quelques jours plus tôt, entre autres par le corps franc d'Anvers. Dès le matin, Van den Herreweghe se rend à l'hôtel de ville d'Anvers, où sont réunis les membres du conseil de régence afin de les informer que les Belges maîtres de la ville. Il leur propose de se rendre ensemble auprès du général David Chassé, qui commande la citadelle d'Anvers, pour lui proposer un cessez-le-feu et de rappeler l'ensemble des soldats néerlandais dans la forteresse. Ils acceptent et le font accompagner de l'un de leurs délégués, le baron Jean Osy, président de la banque et de la Chambre de commerce d’Anvers. La députation obtient la capitulation désirée et, vers 9 h, le général Chassé leur remet les clefs de la ville et arbore le drapeau blanc en haut de la forteresse. Le drapeau de la révolution brabançonne est, quant à lui, hissé sur la tour de la cathédrale Notre-Dame d'Anvers.
Dans la matinée, Van den Herreweghe fait publier la proclamation suivante  :

« Belges,
Le délégué du gouvernement provisoire fait connaître que la commission envoyée au général Chassé a obtenu que les troupes se retireront immédiatement dans la citadelle et dans l'arsenal. Il invite tout Belge à ne pas maltraiter les soldats hollandais , et à coopérer efficacement au maintien de l'ordre. Toutes les portes de la ville sont ouvertes. 
Anvers, le 27 octobre 1830.
F. VAN DEN HERREWEGHE. »